# Parabéns (canção)
"Parabéns" é uma canção do cantor drag queen brasileiro Pabllo Vittar com a participação da banda Psirico. Foi lançada como segundo single do terceiro EP de Vittar, 111 1 (2019), em 17 de outubro de 2019 pela Sony. A canção é um "brega-funk".

## Vídeo musical
O videoclipe foi lançado junto com a música em 17 de outubro de 2019.

## Créditos
Créditos adaptados do Tidal.
- Pabllo Vittar – vocais
- Márcio Victor – vocais
- Rodrigo Gorky – compositor
- BMT – produtor
- Pablo Bispo – compositor
- Zebu – compositor
- Arthur Marques – compositor
- Maffalda – compositor

## Desempenho nas tabelas musicais

### Posições
| Tabela musical (2019)     | Melhor Posição |
| ------------------------- | -------------- |
| Brasil (Top 50 Streaming) | 24             |

## Vendas e certificações
| Região                                                                                             | Certificação | Vendas   |
| -------------------------------------------------------------------------------------------------- | ------------ | -------- |
| Brasil (Pro-Música Brasil)                                                                         | Diamante     | 300,000^ |
| *números de vendas baseados somente na certificação ^distribuições baseadas apenas na certificação |              |          |